# 초콜렛 중독 (영화)
초콜렛 중독(A Chocolate Addict)은 한국에서 제작된 오현주 감독의 2007년 영화이다. 김서경 등이 주연으로 출연하였다.

## 출연

### 주연
- 김서경
- 서경화
- 최원

## 제작진
- 프로듀서: 차여진
- 조명: 김민호
- 스크립터: 최지혜
- 스크립터: 김성은
- 스크립터: 정은혜
- 조감독: 김진도
- 조감독: 김형안
- 동시녹음: 이섭
- 사운드: 최원준
- 사운드: 윤민철
- 미술: 길혜원
- 미술: 송보미
- 분장: 이문희
- 분장팀: 이국화
- 분장팀: 이아름
- 의상: 길혜원
- 의상: 송보미
- 촬영팀: 박초연
- 촬영팀: 김연주
- 촬영팀: 황만호
- 촬영팀: 최영준
- 촬영팀: 최지혜